# LU Водолея
LU Водолея (лат. LU Aquarii), HD 220958 — одиночная переменная звезда в созвездии Водолея на расстоянии приблизительно 1338 световых лет (около 410 парсеков) от Солнца. Видимая звёздная величина звезды — от +7,54m до +7,39m.

## Характеристики
LU Водолея — оранжевый гигант, пульсирующая полуправильная переменная звезда типа SRD (SRD) спектрального класса K3III. Эффективная температура — около 3570 К.